# الجمعية الرياضية بالحمامات (كرة يد)
الجمعية الرياضية بالحمامات (بالفرنسية: Association sportive d'Hammamet (handball))‏ هو نادي كرة يد تونسي من مدينة الحمامات، يلعب هذا الفريق في الدوري التونسي لكرة اليد للرجال.

## سجل ألقاب النادي
- كأس تونس  (1): 2012.
- البطولة العربية لكرة اليد (0):

الدور النهائي  (1): 2021.
- كأس العرب للأندية الفائزة بالكؤوس (0):

الدور النهائي  (1): 2017.
- كأس إفريقيا للأندية الفائزة بالكأس (0):

الدور النهائي  (1): 2003.

## وصلات خارجية
- صفحة الجمعية الرياضية بالحمامات على موقع كوووة.
- الموقع الرسمي للجمعية الرياضية بالحمامات.
- الموقع الرسمي للجامعة التونسية لكرة اليد.